# كاري كاننغهام
كاري كاننغهام (بالإنجليزية: Carrie Cunningham)‏ مواليد 28 أبريل 1972، هي لاعبة كرة مضرب أمريكية سابقة بدأت مسيرتها كمحترفة سنة 1987، اعتزلت اللعب في 1994. كما أنها إحدى بطلات الجراند سلام. أعلى تصنيف لها في الفردي كان المركز الـ 38 في سنة 1991. أعلى تصنيف لها في الزوجي كان المركز الـ 56 في سنة 1991.

## روابط خارجية
- كاري كاننغهام على موقع رابطة محترفات التنس (الإنجليزية)
- كاري كاننغهام على موقع الاتحاد الدولي لكرة المضرب (الإنجليزية)
- كاري كاننغهام على موقع خلاصة التنس.كوم (الإنجليزية)